# شوکان
شوکان (به ژاپنی: 荘官 しょうかん) در سیستم شوئن در ژاپن، یک اصطلاح عمومی برای کسانی است که توسط ارباب فئودالی مانور مدیریت محلی دامنه و ملک به آنها سپرده شده است.
شوئن (به ژاپنی: 荘園 یا 庄園,Shōen) به یک ملک اربابی یا یک مزرعه در ژاپن گفته می‌شود. این اصطلاح از دودمان تانگ و زبان چینی وام گرفته شده است.
شوئن از قرن هشتم تا قرن پانزدهم هر یک از ملک‌های خصوصی، عاری از مالیات، غالباً خودمختار یا ملک‌های اربابی را توصیف می‌کند که ظهور آنها قدرت سیاسی و اقتصادی امپراتور را تضعیف کرده و به رشد خاندان‌های محلی قدرتمند کمک کرد.
در ژاپن باستان، سیستم ریتسوریو به شدت اجرا می‌شد و تمام زمین‌ها متعلق به امپراتور بود. با این حال، از دوره هی‌آن به بعد، افراد متنفذ مجاز به خصوصی‌سازی زمین شدند. پس از قرون وسطی، اوضاع پیچیده‌تر شد. شهروندان باید هم به شوئن ریوشو (ارباب عمارت 荘園領主)  و هم به مدیر منصوب شده توسط مالک شوکان خراج سالانه می‌پرداختند. با آشفتگی روزگار، تعداد مالکان افزایش یافت و میزان مالیات پرداختی به مردم همچنان افزایش یافت.
زمانی که یک فئودال جنگ به راه انداخت، مردمش مجبور بودند مالیات بیشتری از حد معمول بپردازند. به همین دلیل، در پایان دوره سنگوکو، زمانی که جنگ‌ها به‌طور مکرر رخ می‌داد، مالیات‌ها در مکان‌های مختلف همچنان بالا بود.